# Ignazio Laugier
Ignazio Laugier (in francese Ignace Laugier) (Torino, 29 agosto 1768 – Torino, 12 agosto 1811) è stato un avvocato e politico italiano, maire di Torino dal 1801 al 1805 e deputato al Corpo legislativo francese nel 1806.

## Biografia
Discendeva dalla famiglia provenzale dei Laugier, che aveva una diramazione a Torino (registrata dal Senato torinese nel 1785).
Nella seconda metà del Settecento fece costruire la tenuta Berroni di Racconigi sul modello di un castello francese.

### L'attività di sindaco
Fu nominato maire (sindaco) di Torino da Napoleone il 28 luglio 1801, nel periodo in cui la città era sotto il dominio francese. Il 20 aprile 1802 il nuovo prefetto Ferdinando La Villa nominò i 30 componenti del consiglio comunale, ma alla cerimonia di insediamento del nuovo sindaco, il 10 luglio, soltanto 19 di loro prestarono giuramento di fedeltà alla Repubblica: gli altri 11 rifiutarono con varie motivazioni e dovettero essere sostituiti.
L'impegno più difficile dell'amministrazione Laugier fu il risanamento del bilancio, dissanguato dai crediti concessi all'esercito. Per richiedere una maggiore attenzione verso i problemi della propria città, alla fine del 1803 Laugier si recò di persona a Parigi, accompagnato dal consigliere comunale Giovanni Negro, che l'anno successivo fu nominato sindaco aggiunto ("adjoint au maire de la ville de Turin"). Il 22 settembre 1802 il Piemonte fu annesso ufficialmente alla Francia e Torino venne inclusa tra le 25 maggiori città della Repubblica.
Nel 1805, in occasione della visita di Napoleone (in viaggio verso Milano per la sua incoronazione a re d'Italia), nonostante le difficoltà di bilancio organizzò una sfarzosa festa da ballo in cui il cortile del Palazzo di Città fu sopraelevato tramite impalcature e trasformato in un salone.
Il 12 settembre 1805, non essendo riuscito a risanare il bilancio comunale, Laugier rassegnò le dimissioni. Gli succedette il sindaco aggiunto Giovanni Negro.

### Gli anni successivi
L'impegno mostrato da Laugier nell'amministrazione civica, nonostante il mancato raggiungimento degli obiettivi finanziari, fu premiato con altri riconoscimenti.
Nel 1806 fu nominato dal Senato conservatore francese deputato del Corpo legislativo per il dipartimento del Po (che aveva come capitale Torino).
Tesoriere della sedicesima coorte della Legion d'onore, presidente del Consiglio generale del dipartimento del Po, Laugier fu nominato cavaliere dell'Impero nel 1809.

## Stemma

Stemma dei Laugier